# Чартоси
Чартоси (пол. Czartosy) — село в Польщі, у гміні Замбрув Замбровського повіту Підляського воєводства.
Населення — 73 особи (2011).
У 1975-1998 роках село належало до Ломжинського воєводства.

## Демографія
Демографічна структура станом на 31 березня 2011 року:
|          | Загалом | Допрацездатний вік | Працездатний вік | Постпрацездатний вік |
| -------- | ------- | ------------------ | ---------------- | -------------------- |
| Чоловіки | 35      | 4                  | 23               | 8                    |
| Жінки    | 38      | 8                  | 18               | 12                   |
| Разом    | 73      | 12                 | 41               | 20                   |